# Marta Navarro Zorraquino
Marta Navarro Zorraquino (Zaragoza, 29 de julio de 1942) es una científica española. La primera mujer española admitida en la Sociedad Internacional de Cirugía y la primera mujer en ingresar en la sección de Medicina de la Academia Europea de Ciencias y Artes. Ha sido jefa clínica de Cirugía del Hospital Clínico Universitario Lozano Blesa de Zaragoza y delegada de España en la Sociedad Europea de Investigaciones Quirúrgicas.

## Biografía
Nacida en una familia en la que predominaban las carreras técnicas, Marta Navarro tuvo que ceder ante el deseo de su padre y estudiar farmacia en Madrid. Más tarde, volvió a Zaragoza y se matriculó en medicina, práctica en la llegó a ser una pionera en el campo de la inmunología quirúrgica, un mundo vetado a las mujeres de entonces. En una entrevista publicada en El País, Navarro cuenta la anécdota que vivió en la reunión de un congreso celebrado en Estocolmo en 1976, cuando un profesor comentó: "Empezaremos en cuanto se vaya esa chica", y le tuvieron que aclarar que "esa chica es cirujana, doctor".

## Trayectoria
Licenciada en Farmacia por la Universidad Complutense de Madrid, en 1966, y en 1971, en Medicina por la Universidad de Zaragoza, donde obtuvo su doctorado en Medicina y Cirugía en 1974. Especialista en Cirugía General y Digestiva. Fue vicedirectora del departamento de cirugía, ginecología y obstetricia en el Hospital Clínico Universitario Lozano Blesa de Zaragoza. En dicho Hospital, desde 1975 hasta su jubilación en 2010, fue jefa clínica de Cirugía. Ejerció de profesora de patología y clínica quirúrgicas en la Universidad de Zaragoza desde 1974. Desde 2010, profesora colaboradora extraordinaria en la Facultad de Medicina de la Universidad de Zaragoza y CIBA (Centro de Investigación Biomédica de Aragón).
Navarro comenzó su trabajo de investigación en el equipo del profesor Lozano Mantecón. Desde entonces, ha dirigido diversos programas de investigación en aspectos relacionados con la respuesta inmunológica tras la cirugía. Ha intervenido en diversos congresos nacionales e internacionales y dirigido varias tesis doctorales. Ha publicado más de doscientos artículos en revistas científicas y cerca de 150 en distintos medios de comunicación. Entre otras publicaciones, ha dirigido la obra Aspectos inmunológicos de la cirugía, libro publicado por la Universidad de Zaragoza en 1997.
Ha sido la primera mujer en ingresar en la sección de Medicina de la Academia Europea de Ciencias y Artes. Es miembro, entre otras muchas asociaciones, de la New York Academy of Sciences. Fue la primera mujer española admitida en la Sociedad Internacional de Cirugía en 1976. Además, ha ocupado distintos cargos de la Asociación Española de Cirujanos, Secretaria de la Sociedad Española de Investigaciones Quirúrgicas. Delegada de España en la Sociedad Europea de Investigación Quirúrgica, Miembro del Comité Científico del Congreso Nacional de Cirugía de la Asociación Española de Cirujanos en diferentes años y del Congreso Internacional de la Sociedad de Cirugía Mediterránea, entre otras muchas asociaciones.

## Reconocimientos
- Premio a la trayectoria profesional, en 2024, otorgado por el Colegio Oficial de Médicos de Zaragoza.[8][9]